# Перовський Микола Іванович
Микола Іванович Перовський (1785, Російська імперія — 22 квітня 1858, Бельбек, Сімферопольський повіт, Таврійська губернія, Російська імперія) — державний діяч Російської імперії українського походження з роду Розумовських. Онук останнього гетьмана Війська Запорозького Кирила Розумовського.

## Життєпис
Микола Перовський виховувався в родині тітки Наталії Загряжської. 1799 року вступив на службу до колегії закордонних справ студентом. Належав до російської константинопольської місії. З 1801 року належав до віденської, з 1803 — дрезденської місій. На 1805 рік — член місії до Китаю на чолі з Юрієм Головкіним. Згодом протягом короткого часу служив у Сумському драгунському полку. З 1811 року повернувся на дипломатичну службу та був відправлений до херсонського губернатора для участи в іноземних листуваннях.
Згодом перейшов на службу до міністерства фінансів. 1816 року їздив до Амстердама для переговорів для контрасигнування приватних облігацій з нідерландського боргу.
1817 року призначений таврійським віцегубернатором. Тоді ж став статським радником. 1820 року став градоначальником Феодосії.
1822 року став дійсним статським радником. Того ж року призначений губернатором Таврійської губернії, причому залишився на посаді феодосійського градоначальника. 1823 року звільнений з посади губернатора, проте продовжив бути градоначальником Феодосії.
1824 року відправився у відпустку на один рік. 1825 року знову зарахований до міністерства закордонних справ. Згодом пішов у відставку. Надалі жив у власному володінні «Алькадар» в селі Бельбек Сімферопольського повіту Таврійської губернії. Там він помер 22 квітня 1858 року.

## Сім'я
Мав двох синів:
- Лев[ru] (1816—1890) — дійсний статський радник, член Ради Міністра внутрішніх справ, батько членкині організації «Народна воля» Софії Перовської, що брала участь у вбивстві імператора Олександра II;
- Петро[ru] (1818—1865) — дійсний статський радник, генеральний консул Росії в Генуї.

## Родовід
|  |                      |  |  |  |  |  |  |  |  |  |  |  |  |  |  |  |
|  | Григорій Розум       |  |  |  |  |  |  |  |  |  |  |  |  |  |  |  |
|  |                      |  |  |  |  |  |  |  |  |  |  |  |  |  |  |  |
|  |                      |  |  |  |  |  |  |  |  |  |  |  |  |  |  |  |
|  | Кирило Розумовський  |  |  |  |  |  |  |  |  |  |  |  |  |  |  |  |
|  |                      |  |  |  |  |  |  |  |  |  |  |  |  |  |  |  |
|  |                      |  |  |  |  |  |  |  |  |  |  |  |  |  |  |  |
|  | Наталія Демешко      |  |  |  |  |  |  |  |  |  |  |  |  |  |  |  |
|  |                      |  |  |  |  |  |  |  |  |  |  |  |  |  |  |  |
|  |                      |  |  |  |  |  |  |  |  |  |  |  |  |  |  |  |
|  | Олексій Розумовський |  |  |  |  |  |  |  |  |  |  |  |  |  |  |  |
|  |                      |  |  |  |  |  |  |  |  |  |  |  |  |  |  |  |
|  |                      |  |  |  |  |  |  |  |  |  |  |  |  |  |  |  |
|  | Іван Наришкін        |  |  |  |  |  |  |  |  |  |  |  |  |  |  |  |
|  |                      |  |  |  |  |  |  |  |  |  |  |  |  |  |  |  |
|  |                      |  |  |  |  |  |  |  |  |  |  |  |  |  |  |  |
|  | Катерина Наришкіна   |  |  |  |  |  |  |  |  |  |  |  |  |  |  |  |
|  |                      |  |  |  |  |  |  |  |  |  |  |  |  |  |  |  |
|  |                      |  |  |  |  |  |  |  |  |  |  |  |  |  |  |  |
|  | Дарія Наришкіна      |  |  |  |  |  |  |  |  |  |  |  |  |  |  |  |
|  |                      |  |  |  |  |  |  |  |  |  |  |  |  |  |  |  |
|  |                      |  |  |  |  |  |  |  |  |  |  |  |  |  |  |  |
|  | Микола Іванович      |  |  |  |  |  |  |  |  |  |  |  |  |  |  |  |
|  |                      |  |  |  |  |  |  |  |  |  |  |  |  |  |  |  |
|  |                      |  |  |  |  |  |  |  |  |  |  |  |  |  |  |  |